# 横山友隆
横山 友隆（よこやま ともたか）は、戦国時代から安土桃山時代にかけての武将。長宗我部氏の家臣。土佐国介良城主。

## 略歴
横山氏は土佐国長岡郡の国人で、横山党の末裔という。
天文年間（1532年～1555年）、友隆は長宗我部国親による香長平野併合に抵抗し、坂折山で国親と戦って武名をあげたが、後に降ってその家臣となった。
永禄12年（1569年）の八流の戦いで安芸国虎勢を打ち破り、本山氏滅亡後はその支城であった浦戸城の城番大将に任ぜられた。『長宗我部地検帳』によると、9人の給人を統率して浦戸城詰ノ段に在城していた。
また、内政面でも長宗我部氏の崇敬の厚い吾川郡長浜の若宮八幡宮を造営するなど活躍した。